# Edmond Roche
Edmond Roche   (Calais, 20 de febrer de 1828 - París, 24 de desembre de 1861) fou un poeta, dramaturg, llibretista i violinista francès.
Estudiant de Habeneck al Conservatori de París, on va aprendre el violí (1842), es va convertir en concertino de l'orquestra del Teatre de la Porte Saint-Martin abans d'abandonar el seu lloc per convertir-se en duaner.
Amic de Richard Wagner, li devem la primera traducció al francès del Tannhäuser.
Els seus poemes van ser publicats el 1863 per Michel Lévy, pòstumament a càrrec dels seus amics amb un prefaci de Victorien Sardou i gravats de Camille Corot, Bar, Herst i Michelin.
- Mozart, étude poétique, 1853
- Les Algues, études marines, 1856
- Stradivarius, 1859
- Les Récréations enfantines, 1859
- L'Italie de nos jours, 1860
- Les Virtuoses contemporains, 1861
- La dernière fourberie de Scapin (A propos en un acte en vers), 1863 (pòstum)